# 2010년 8월
| 2010년: 1월 · 2월 · 3월 · 4월 · 5월 · 6월 · 7월 · 8월 · 9월 · 10월 · 11월 · 12월 |

| <           | 2010년 8월 | 2010년 8월  | 2010년 8월 | 2010년 8월 | 2010년 8월 | >          |
| 일          | 월         | 화          | 수         | 목         | 금         | 토         |
| 1 6.21 계미 | 2 22 갑신  | 3 23 을유   | 4 24 병술  | 5 25 정해  | 6 26 무자  | 7 27 기축  |
| 8 28 경인   | 9 29 신묘  | 10 7.1 임진 | 11 2 계사  | 12 3 갑오  | 13 4 을미  | 14 5 병신  |
| 15 6 정유   | 16 7 무술  | 17 8 기해   | 18 9 경자  | 19 10 신축 | 20 11 임인 | 21 12 계묘 |
| 22 13 갑진  | 23 14 을사 | 24 15 병오  | 25 16 정미 | 26 17 무신 | 27 18 기유 | 28 19 경술 |
| 29 20 신해  | 30 21 임자 | 31 22 계축  |            |            |            |            |

| - 8월 12일 - 앙드레 김 - 8월 27일 - 이윤기 편집하기 |

## 2010년8월 29일
- 대한민국의 김태호 국무총리 후보자가 자진 사퇴하였다.

## 2010년8월 24일
- 유럽 남방 천문대가 물뱀자리 위치의 항성 HD 10180에서 7개의 행성을 발견하였다.

## 2010년8월 23일
- 필리핀에서 전직 경찰이 관광객들이 탄 버스를 탈취하여 인질극을 벌이다 사살되었다. 하지만, 진압 작전의 실패로 인질 8명이 사망하였다.

## 2010년8월 22일
- 스웨덴 검찰청의 대변인은 아프간 전쟁에서의 미군의 범죄사실을 폭로한 바 있는 위키리크스의 설립자인, 줄리안 어산지에 대해 강간 혐의로 체포 영장이 발부되었다고 발표하였다. 그러나 곧바로 스웨덴 검찰청장이 이를 취소하는 일이 벌어졌다. 위키리크스는 최근, 2차 폭로를 준비하고 있다고 발표한 바 있다.

## 2010년8월 21일
- 호주 연방의회의 총선이 실시되었다.
- 박태환이 미국 캘리포니아주 어바인에서 열린 2010 팬퍼시픽수영선수권대회 남자 자유형 400m 결선에서 3분44초73의 기록으로 우승했다.

## 2010년8월 20일
- 미국은 7년여 이라크 전쟁을 끝내는 단계로, 모든 전투 병력을 철수했다.

## 2010년8월 18일
- 이라크의 바그다드 군 건물 앞에서의 폭탄 테러로 60여 명이 사망하였다.

## 2010년8월 17일
- 큰 홍수 피해를 입은 파키스탄에서 현재, 2차 피해가 우려된다고 보도되었다. 발생한 이재민의 규모가 2천만명에 달한다.
- 대한민국의 한화 이글스 소속 류현진이 23경기 연속 퀄리티스타트(QS)로 비공인 세계 기록을 세웠다.

## 2010년8월 16일
- 레닌그라드와 모스크바 등지에서, 러시아의 전설적인 록가수 빅토르 최(고려인 3세)에 대한 20주기 추도식이 성대하게 치러졌다. (1)

## 2010년8월 15일
- 대한민국의 궁궐인 광화문이 복원되었다.
- 오라클은 '구글이 안드로이드에서 자바의 핵심 기술을 도용했다'며 소송을 걸었다.
- 러시아는 가뭄의 영향으로 수확량이 급감할 것으로 예상되는 곡물에 대해 수출을 연말까지 임시 중단하는 조치를 취하였다. 곡물의 수출을 방치할 경우, 곡물 가격의 급격한 인플레이션이 우려된다고 보도되었다. 러시아의 이번 조치로 인해, 세계적으로 곡물값이 다시 급등할거란 우려가 나오고 있다. <이 조치는 러시아 현지시간으로 16일에 발효된다.> (1)

## 2010년8월 14일
- 대한민국의 롯데 자이언츠 소속 이대호가 9경기 연속 홈런으로 세계 기록을 세웠다.

## 2010년8월 12일
- 대한민국의 패션 디자이너 앙드레 김이 폐렴과 대장암의 악화로 사망하였다.

## 2010년8월 10일
- 바누아투에서 리히터 규모 7.5의 지진이 발생하였다.

## 2010년8월 9일
- 대한민국 서울 성동구 행당역 부근에서 241B번 버스의 CNG 연료통이 폭발하여 17명이 부상하였다.

## 2010년8월 8일
- 대한민국 이명박 정부는 국무총리와 장관 등 9명에 대한 인사 개각을 단행했다.

## 2010년8월 7일
- 이라크에 주둔하는 미군이 이라크군에 전투 임무를 이양했다.
- 피델 카스트로 쿠바 국가평의회 전 의장이 4년 만에 처음으로 의회에 나와 연설했다.

## 2010년8월 5일
- 반기문 유엔 사무총장이 피폭지인 나가사키시를 방문하였다.
- 대한민국 국군 단독으로 진행하는 역대 최대 규모의 서해 해상기동훈련이 9일까지 실시된다.
- 산티아고에서 북쪽으로 800km 떨어진 아타카마 사막의 산 호세 광산 붕괴사고로 지하갱도에 매몰

## 2010년8월 4일
- 마무드 아마디네자드 이란 대통령이 이동 중 차량 행렬에 대한 폭탄 공격을 받았으나, 이란 정부는 공격 자체를 부인하였다.
- 일본에서 국회의원의 세비를 일당으로 계산해 일하지 않은 날의 세비는 자율 반납하는 국회의원 세비·여비·수당법 개정안이 중의원을 통과해 참의원에 송부되었다.

## 2010년8월 3일
- 대한민국 인천국제공항에 설치되는 자기부상열차의 시범 노선 건설 기공식이 열렸다. 이 자기부상열차는 2013년부터 운행할 예정이다.
- 나카이 히로시 일본 공안위원장은 중의원 예산위원회에서 김현희의 헬리콥터 유람은 대한민국 정부측의 요청을 받아들인 것이었다고 밝혔다. 한편 대한민국 국가정보원은 같은 날 나카이 위원장의 발언에 대해 국정원이 요청한 사실이 없다고 밝혔다.

## 2010년8월 2일
- 길이 33.9km의 대한민국 새만금 방조제가 세계 최장 길이의 방조제로 기네스북에 등재되었다.
- 8월 2일까지 파키스탄 북서부에서 발생한 홍수로 사망자가 1천 100명까지 늘어났으며, 2만 7천명이 고립했다고 AP통신이 밝혔다.

## 2010년8월 1일
- 중화인민공화국이 독자적 위성위치추적시스템(GPS) 구축을 위한 5번째 인공위성을 쓰촨성 시창 위성발사센터에서 오후 5시 30분 창정 3호-갑 로켓을 통해 우주로 발사하였다.
- 네덜란드 외무부는 아프가니스탄에 파견된 병력 1900여명이 4년 간의 파병 임무를 마치고 단계적인 철수 작업을 시작했다고 밝혔다.